# Lyman (Wyoming)
Lyman és una població dels Estats Units a l'estat de Wyoming. Segons el cens del 2000 tenia 1.938 habitants.

## Demografia
Segons el cens del 2000, Lyman tenia 1.938 habitants, 640 habitatges, i 504 famílies. La densitat de població era de 512,5 habitants/km².
Dels 640 habitatges en un 47,3% hi vivien nens de menys de 18 anys, en un 64,2% hi vivien parelles casades, en un 9,1% dones solteres, i en un 21,1% no eren unitats familiars. En el 18,4% dels habitatges hi vivien persones soles el 6,3% de les quals corresponia a persones de 65 anys o més que vivien soles. El nombre mitjà de persones vivint en cada habitatge era de 3,03 i el nombre mitjà de persones que vivien en cada família era de 3,48.
Per edats la població es repartia de la següent manera: un 36,5% tenia menys de 18 anys, un 10,5% entre 18 i 24, un 24,8% entre 25 i 44, un 22% de 45 a 60 i un 6,2% 65 anys o més.
L'edat mediana era de 28 anys. Per cada 100 dones de 18 o més anys hi havia 96,3 homes.
La renda mediana per habitatge era de 50.550 $ i la renda mediana per família de 55.132 $. Els homes tenien una renda mediana de 51.042 $ mentre que les dones 17.917 $. La renda per capita de la població era de 17.966 $. Entorn del 5,7% de les famílies i el 7,3% de la població estaven per davall del llindar de pobresa.

## Poblacions més properes
El següent diagrama mostra les poblacions més properes.